# Porta Querquetulana
La Porta Querquetulana o Querquetulària era una porta d'entrada a la Muralla Serviana, anomenada així pel bosc sagrat d'alzines (quercus) que hi havia al davant i també dins de l'entrada. Sembla que l'arbreda encara no hi era a finals del segle i aC.
No se sap del cert on estava situada. Lawrence Richardson la va localitzar a la vora de la regió Esquilina, dins de la divisió que de Roma en va fer August, i per on passava el Clivus Scauri, un antiquíssim camí romà. Platner va localitzar la porta i el bosc sobre o prop del turó Celi, entre la Porta Capena i la Porta Caelimontana. Se suposava que el turó Celi s'havia anomenat Querquetulanus abans que Celi Vibenna li donés el seu nom. La ubicació de la porta vora el Celi es basa en part en el nom que havia portat abans el turó.
A principis del segle xxi, les dades obtingudes per fotogrametria i la visualització en 3D han suggerit que el bosquet de la Querquetulanes podria haver estat incorporat als Jardins de Mecenàs. Un nimfeu de l'època d'Hadrià hauria substituït la font natural que hi havia al seu interior. Segons això, el bosc s'estenia al llarg de la Via Labicana. També és possible que la porta s'obrís cap al turó Esquilí. Plini el Vell situa la Porta Querquetulana entre el temple de Júpiter Fagutalis i el turó Viminal i, per tant, dins de l'Esquilí.